# Loi de Planck-Nernst
Quelques années après la publication, en 1900, de la loi de radiation du corps noir qui donne, pour un mode de fréquence l'énergie émise par un corps noir de température T, Planck observa que sa loi ne donnait qu'une valeur relative de l'énergie alors qu'une valeur absolue est nécessaire pour évaluer correctement l'énergie du champ électromagnétique classique.
Les spécialistes savaient en effet que l'absorption du champ classique rayonné par une source requiert la génération d'un champ opposé, opération qui n'est pas plus possible en utilisant des sources atomiques qu'en utilisant des oscillateurs de Hertz.
Le calcul initial de Planck était faux, et il fallut attendre Nernst en 1916 pour avoir une évaluation correcte de ce qui est maintenant appelé « champ du point zéro ». 
Suivant la formule de Planck-Nernst, l'énergie dans un mode est donc :
On vérifie que, lorsque la température tend vers l'infini, la valeur limite de cette formule est bien kT.